# Bezirk Jaworów
Bezirk Jaworów – dawny powiat (Bezirk) kraju koronnego Królestwo Galicji i Lodomerii, funkcjonujący w latach 1854–1867. Siedzibą starostwa było miasto Jaworów.

## Historia
Bezirk Jaworów utworzono w ramach reformy uwłaszczeniowej z okresu Wiosny Ludów (1848–1849), która likwidowała jurysdykcję właściciela ziemskiego nad poddanymi. W Galicji, dominium – jako podstawowa jednostka administracyjna i filar systemu feudalnego straciło rację bytu. Konieczne stało się zatem wprowadzenie nowego systemu administracyjnego, którego zręby powstały w latach 1851–1855. Nowy trójstopniowy podział administracyjny objął 21 cyrkułów (niem. Kreise), 179 małych powiatów (niem. Bezirke) i ponad 6000 gmin (niem. Gemeinde). 
Bezirk Jaworów objął obszar o wielkości 6,4 mil², zamieszkany był przez 32.205 ludzi i podzielony na 27 gmin katastralnych, w tym jedno miasto (Jaworów). Wszedł w skład cyrkułu przemyskiego, jako jeden z jego dziewięciu powiatów.
Po nadaniu Galicji autonomii oraz powołaniu samorządu gminnego i powiatowego w 1865 zlikwidowano cyrkuły (Kreise). Dotychczasowe małe powiaty (Bezirke) w liczbie 179, utrzymały się do 1867 roku, kiedy to w następstwie kolejnej reformy administracyjnej (23 stycznia 1867) zostały zastąpione przez 74 większych powiatów. Obszar zniesionego Bezirk Jaworów wszedł wtedy głównie w skład nowego powiatu jaworowskiego oraz częsciowo powiatu gródeckiego.

## Podział administracyjny (1854)
| Lp. | Gmina jednostkowa           | Powierzchnia | Ludność | Powiat w 1867 po zniesieniu |
| --- | --------------------------- | ------------ | ------- | --------------------------- |
| 1   | Jaworów (M)                 | 9387         | 8167    | jaworowski                  |
| 2   | Bruchnal z Podłubami Małymi | 2397         | 1188    | jaworowski                  |
| 3   | Czołhynie                   | 2027         | 608     | jaworowski                  |
| 4   | Przyłbice                   | 2865         | 980     | jaworowski                  |
| 5   | Rulów z Senatowem           | –            | 136     | jaworowski                  |
| 6   | Berdychów z Berdichau       | 722          | 500     | jaworowski                  |
| 7   | Cetula                      | 704          | 352     | jaworowski                  |
| 8   | Czarnokońce                 | –            | –       | jaworowski                  |
| 9   | Czernilawa                  | 3736         | 1546    | jaworowski                  |
| 10  | Laszki przy Zbadyniu        | 1099         | 366     | jaworowski                  |
| 11  | Mołoszkowice z Kleindorfem  | 2830         | 932     | jaworowski                  |
| 12  | Mużyłowice                  | 2644         | 1291    | jaworowski                  |
| 13  | Nowosiółki                  | 1242         | 417     | jaworowski                  |
| 14  | Jażów Nowy                  | 2227         | 791     | jaworowski                  |
| 15  | Jażów Stary z Nowinami      | 4905         | 2234    | jaworowski                  |
| 16  | Podłuby z Moosbergiem       | 937          | 175     | jaworowski                  |
| 17  | Ożomla z Schumlau           | 4802         | 1267    | jaworowski                  |
| 18  | Olszanica                   | 2800         | 1028    | jaworowski                  |
| 19  | Rzeczyczany z Hartfeldem    | 2155         | 918     | gródecki                    |
| 20  | Szkło                       | 4180         | 1312    | jaworowski                  |
| 21  | Tuczapy                     | 2528         | 1534    | jaworowski                  |
| 22  | Zbadyń z Kuttenbergiem      | 2528         | 1534    | jaworowski                  |
| 23  | Trościaniec                 | 4736         | 1207    | jaworowski                  |
| 24  | Wierzbiany                  | 6230         | 1750    | jaworowski                  |
| 25  | Załuże                      | 1602         | 780     | jaworowski                  |
| 26  | Zawadów                     | 5214         | 1921    | jaworowski                  |
| 27  | Leśniowice                  | 1728         | 805     | gródecki                    |

Objaśnienie:
(M) = miasto; (m) = miasteczko